# Oleksandr Kučerenko
Oleksandr Jevhenovyč Kučerenko (in ucraino Олександр Євгенович Кучеренко?; Slov"jans'k, 1º ottobre 1991) è un calciatore moldavo di origini ucraine, difensore della Dinamo Samarcanda.